# Armophorida
Ordre
Les Armophorida sont un ordre de Ciliés de la classe des Heterotrichea.

## Liste des familles
Selon GBIF (25 octobre 2022) :
- Ludioidae

Selon World Register of Marine Species (25 octobre 2022) :
- Caenomorphidae Poche, 1913
- Metopidae Kahl, 1927

## Systématique
Le nom valide de ce taxon est Armophorida Jankowksi, 1964.